# Malpartida de Corneja
Malpartida de Corneja è un comune spagnolo di 185 abitanti situato nella comunità autonoma di Castiglia e León.